# Блінтове тиснення
Блінтове тиснення — це тиснення, при якому за допомогою нагрітого до певної температури штампа на палітурках одержують плоскозаглиблене зображення, завдяки значному заглибленню штампа в матеріал і згладжування фактури матеріалу.
Блінтове тиснення виконують за допомогою плоского штампу без фарби чи фольги. При цьому утворюються заглиблені елементи зображення, що знаходяться практично в одній площині. Його можна здійснити без попереднього нагрівання штампу (холодне тиснення) чи нагрітим штампом (гаряче). Блінтове тиснення не рекомендується виконувати на тонких (тонших за 1,25 мм) картоні чи папері, а також лакованих чи ламінованих відбитках. При блінтовому тисненні змінюється фактура тканини або паперу і саме зображення виділяється на загальній поверхні матеріалу.
Якість блінтового тиснення визначається за такими показниками: глибиною тиснення, ступенем вирівнювання фактури покривного матеріалу після тиснення і точністю роташування відбика на палітурці.